# Boczagowka
Boczagowka (ros. Лебяжье 1-е) – wieś (dieriewnia) w Rosji, w obwodzie kurgańskim, w rejonie lebiażjewskim. W 2010 liczyła 86 mieszkańców.